# The Durango Riot
The Durango Riot est un groupe suédois de rock, originaire de Karlskoga.

## Histoire
Le groupe de quatre musiciens est formé en 2005 dans la petite ville de Karlskoga, en Suède. Dès le début de leur carrière, alors qu'ils n'avaient pas encore de booker, ils font des tournées en Allemagne. Ils font ensuite des tournées de soutien avec des groupes comme Social Distortion, Die Toten Hosen, Billy Talent, The Soundtrack of Our Lives, The Offspring, Kraftklub et, à partir de 2012, les Donots.
Leur deuxième album Backwards Over Midnight est produit par Joe Barresi (Queens of the Stone Age, Tool, etc.),. Le style musical se caractérise par des guitares avec des solos occasionnels et une batterie puissante. Le style musical offre des variations bien pensées et se montre riche en idées, empruntées à un univers rock pas trop étroit et interprétées avec talent.
Le troisième album Face sort le 29 août 2014 chez Last Bullet / Soulfood,. Fin octobre 2014, le groupe joue en première partie de la tournée allemande du groupe suédois Mustasch. Début 2015, ils effectuent leur propre tournée en tête d'affiche en Allemagne. 

## Discographie

### Albums studio
- 2007 : Telemission (Fuzzorama Records)
- 2012 : Backwards Over Midnight (Ninetone Records)
- 2014 : Face (Mate In Germany)

### EP
- 2006 : Beat the Kids